# 마리나 오길비
마리나 빅토리아 알렉산드라 오길비(Marina Victoria Alexandra Ogilvy, 1966년 7월 31일 ~ )는 앵거스 오길비와 켄트 공녀 알렉산드라의 딸이다. 그녀의 어머니는 엘리자베스 2세 여왕의 4촌 동생이며, 둘 다 조지 5세의 손녀이다. 그 결과, 그녀는 찰스 3세의 5촌 조카이며 2025년 1월 현재 영국 왕위 계승 서열 62위이다.